# Cristopher Fiermarin
Cristopher Javier Fiermarin Forlán, noto semplicemente come Cristopher Fiermerin (Montevideo, 20 luglio 1998), è un calciatore uruguaiano, portiere del Deportes Tolima in prestito dal Defensa y Justicia.

## Carriera
Cresciuto nel settore giovanile del Defensor Sporting, nel 2018 è stato ceduto al Torque. Ha debuttato in prima squadra il 1º aprile disputando l'incontro di Primera División Profesional vinto 2-0 contro il Peñarol.